# Mistrzostwa Europy w Lekkoatletyce 2010 – chód na 50 km mężczyzn
Chód na 50 km mężczyzn – konkurencja rozegrana podczas lekkoatletycznych mistrzostw Europy w Barcelonie. Chodziarze rywalizowali na ulicach w centrum miasta, a ich rywalizacja rozpoczęła się o godzinie 7:35 czasu miejscowego, w piątek 30 lipca

## Rekordy
Tabela prezentuje rekord świata, Europy, mistrzostw Europy, a także najlepsze rezultaty w Europie i na świecie w sezonie 2010 przed rozpoczęciem mistrzostw.
| Rekord świata            | Dienis Niżegorodow  | 3:34:14 | Czeboksary | 11 maja 2008     |
| Rekord Europy            | Dienis Niżegorodow  | 3:34:14 | Czeboksary | 11 maja 2008     |
| Rekord mistrzostw Europy | Robert Korzeniowski | 3:36:39 | Monachium  | 8 sierpnia 2002  |
| Listy światowe           | Yuki Yamazaki       | 3:46:56 | Wajima     | 18 kwietnia 2010 |
| Listy europejskie        | Rafał Augustyn      | 3:49:54 | Dudince    | 27 marca 2010    |

## Rezultaty
| WR - rekord świata \| CR - rekord mistrzostw \| NR - rekord kraju \| AR - rekord kontynentu                    |
| SB - najlepszy wynik w sezonie \| WL - najlepszy tegoroczny wynik na listach światowych \| PB - rekord życiowy |

| Poz.   | Zawodnik            | Reprezentacja | Rezultat | Uwagi |
| ------ | ------------------- | ------------- | -------- | ----- |
| Złoto  | Yohan Diniz         | Francja       | 3:40,37  | WL    |
| Srebro | Grzegorz Sudoł      | Polska        | 3:42,24  | PB    |
| Brąz   | Siergiej Bakulin    | Rosja         | 3:43,26  | PB    |
| 4      | Robert Heffernan    | Irlandia      | 3:45,30  | NR    |
| 5      | Jesús Ángel García  | Hiszpania     | 3:47,56  | SB    |
| 6      | Marco De Luca       | Włochy        | 3:48,46  | SB    |
| 7      | André Höhne         | Niemcy        | 3:49,29  |       |
| 8      | Łukasz Nowak        | Polska        | 3:51,31  |       |
| 9      | Tadas Šuškevičius   | Litwa         | 3:52,31  | PB    |
| 10     | Jurij Andronow      | Rosja         | 3:54,22  | SB    |
| 11     | Colin Griffin       | Irlandia      | 3:57,58  | SB    |
| 12     | Andreas Gustafsson  | Szwecja       | 3:58,02  |       |
| 13     | Dušan Majdán        | Słowacja      | 4:00,51  | PB    |
| 14     | Augusto Cardoso     | Portugalia    | 4:03,40  |       |
| 15     | Predrag Filipović   | Serbia        | 4:06,29  |       |
|        | Donatas Škarnulis   | Litwa         | DSQ      |       |
|        | Siergiej Kirdiapkin | Rosja         | DNF      |       |
|        | Trond Nymark        | Norwegia      | DNF      |       |
|        | Andrij Kowenko      | Ukraina       | DNF      |       |
|        | Alex Schwazer       | Włochy        | DNF      |       |
|        | Serhij Budza        | Ukraina       | DNF      |       |
|        | Artur Brzozowski    | Polska        | DNF      |       |
|        | Christopher Linke   | Niemcy        | DNF      |       |
|        | António Pereira     | Portugalia    | DNF      |       |
|        | Jarkko Kinnunen     | Finlandia     | DNF      |       |
|        | Miloš Bátovský      | Słowacja      | DNF      |       |
|        | Mikel Odriozola     | Hiszpania     | DNF      |       |